# Sœurs de Notre-Dame-du-Sacré-Cœur
Ne doit pas être confondu avec Filles de Notre-Dame du Sacré-Cœur.
Les Sœurs de Notre-Dame-du-Sacré-Cœur forment une congrégation religieuse féminine enseignante et hospitalière de droit pontifical faisant partie de la fédération des Sœurs de la charité.

## Histoire
La congrégation est née au Nouveau-Brunswick à la demande des sœurs acadiennes francophones de l'institut des Sœurs de la charité de l'Immaculée Conception, majoritairement anglophones. Pour avoir une meilleure formation, sœur Marie-Anne (1851-1941) et sœur Marie Rosalie se rendent en train à Saint-Jean où se trouve la maison-mère pour demander la création d'un noviciat en français, mais la supérieure générale refuse. Édouard Le Blanc, évêque de Saint-Jean, encourage alors sœur Marie-Anne à demander au Saint-Siège de pouvoir former une congrégation autonome.
Le 29 décembre 1923, la congrégation pour les religieux ordonne la séparation des sœurs francophones de la congrégation de Saint-Jean ; les couvents de Memramcook, Bouctouche, Saint-Anselme et Shédiac passent au nouvel institut qui se place sous le vocable de Notre-Dame du Sacré-Cœur avec la maison-mère à Memramcook. Sœur Marie-Anne est élue supérieure générale le 17 février 1924. Les constitutions sont reconnues par le Saint-Siège le 23 février 1926, puis définitivement le 16 juin 1936.

## Activité et diffusion
Les sœurs se consacrent à l'enseignement, au soin des malades et des personnes âgées.
Elles sont présentes au Canada avec la maison-mère à Dieppe (Nouveau-Brunswick).
En 2017, la congrégation comptait 136 sœurs dans 30 maisons.